# Ohms
Ohms (estilizado como _Ohms em edições físicas) é o nono álbum de estúdio da banda de metal alternativo americana Deftones, lançado em 25 de setembro de 2020, pela Reprise Records. O álbum foi produzido por Terry Date, marcando a primeira colaboração deles desde o álbum não lançado Eros e o último com o baixista Sergio Vega, que deixou a banda no início de 2021. O lançamento do álbum foi precedido por dois singles: "Ohms" e "Genesis". A música "Ceremony" foi posteriormente lançada como single. Ohms foi aclamado pela crítica. A faixa de abertura, "Genesis", e a faixa de encerramento e faixa-título, "Ohms", foram ambas indicadas ao Grammy Awards de 2022, nas categorias Melhor Desempenho de Metal e Melhor Desempenho de Rock, respectivamente.

## Faixas
Todas as letras foram escritas por Chino Moreno, enquanto todas as músicas foram compostas pelos membros do Deftones (Stephen Carpenter, Abe Cunningham, Frank Delgado, Chino Moreno e Sergio Vega).
| Ohms           |                            |         |  |
| N.º            | Título                     | Duração |  |
| 1.             | "Genesis"                  | 5:18    |  |
| 2.             | "Ceremony"                 | 3:27    |  |
| 3.             | "Urantia"                  | 4:30    |  |
| 4.             | "Error"                    | 4:50    |  |
| 5.             | "The Spell of Mathematics" | 5:27    |  |
| 6.             | "Pompeji"                  | 5:25    |  |
| 7.             | "This Link is Dead"        | 4:37    |  |
| 8.             | "Radiant City"             | 3:35    |  |
| 9.             | "Headless"                 | 4:59    |  |
| 10.            | "Ohms"                     | 4:10    |  |
| Duração total: | Duração total:             | 46:21   |  |

## Ficha técnica
Todos os créditos foram adaptados das notas do encarte de Ohms.
Deftones
- Chino Moreno - vocais, guitarra rítmica
- Stephen Carpenter − guitarra solo
- Abe Cunningham − bateria
- Frank Delgado − samples, teclados
- Sergio Vega − baixo

Pessoal adicional
- Zach Hill - estalos de dedos adicionais em "The Spell of Mathematics"
- Terry Date - produção, mixagem
- Deftones – produção
- Howie Weinberg - masterização
- Will Borza - assistente de masterização